# Uwe Ommer
Uwe Ommer, né à Bergisch Gladbach (Allemagne) en 1943, est un photographe de mode et de publicité. Il vit en France depuis 1964.
Il travaille depuis les années 1970 pour de grandes marques comme Charles Jourdan, Martini Osvaldo, Ungaro, Kodak ou Pirelli… et est aussi un infatigable voyageur qui multiplie les projets autour de ses deux sujets de prédilection, la beauté féminine et la famille, à travers le monde entier.
Il a publié de nombreux ouvrages et exposé sur tous les continents.
Il est collaborateur occasionnel du Studio Harcourt.

## Biographie

### Les années 1960

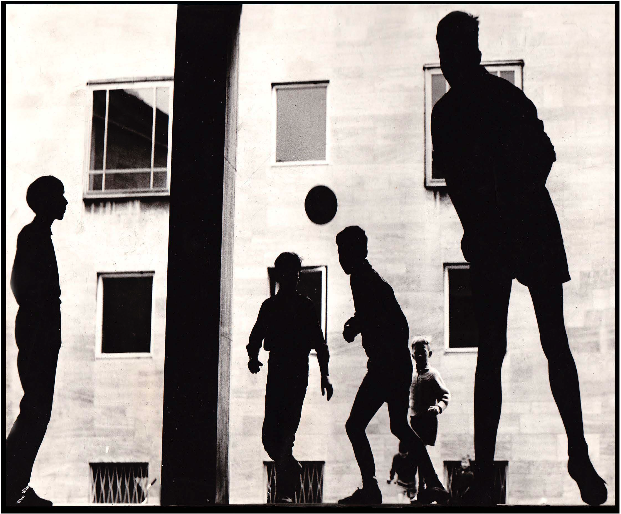

La passion de la photographie s'empare d'Uwe Ommer dès qu’il reçoit, à l’âge de 16 ans, son premier appareil photo. Tout de suite fasciné par ce mode d’expression, il abandonne vite son souhait initial de devenir garde-forestier et se lance en autodidacte dans la photographie, tout en suivant des études commerciales de nature à rassurer ses parents. En 1962, à 19 ans, il remporte le premier prix de la jeune photographie allemande à Cologne.
À 20 ans il s’installe à Paris, devient l’assistant de Jean-Pierre Ronzel (photographe publicitaire renommé et maître de la photographie grand format) et se fait rapidement remarquer dans l’univers de la photographie de mode et de publicité.
.
.

### Les années 1970

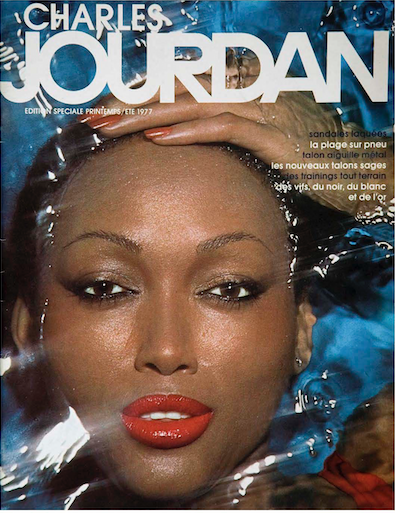

Uwe Ommer devient photographe pour le grand chausseur de l’époque, Charles Jourdan. Cette collaboration durera 15 ans. 
C’est à cette même période qu’il découvre la beauté des femmes noires qu’il photographiera durant de nombreuses années. Il parvient, non sans mal, à imposer un mannequin noir en couverture du catalogue de Charles Jourdan et des magazines Photo et Zoom, et on découvre également la superbe plastique de ses nus africains dans Lui ou Esquire.
.
.
.
.
.
.
.
.

### Les années 1980

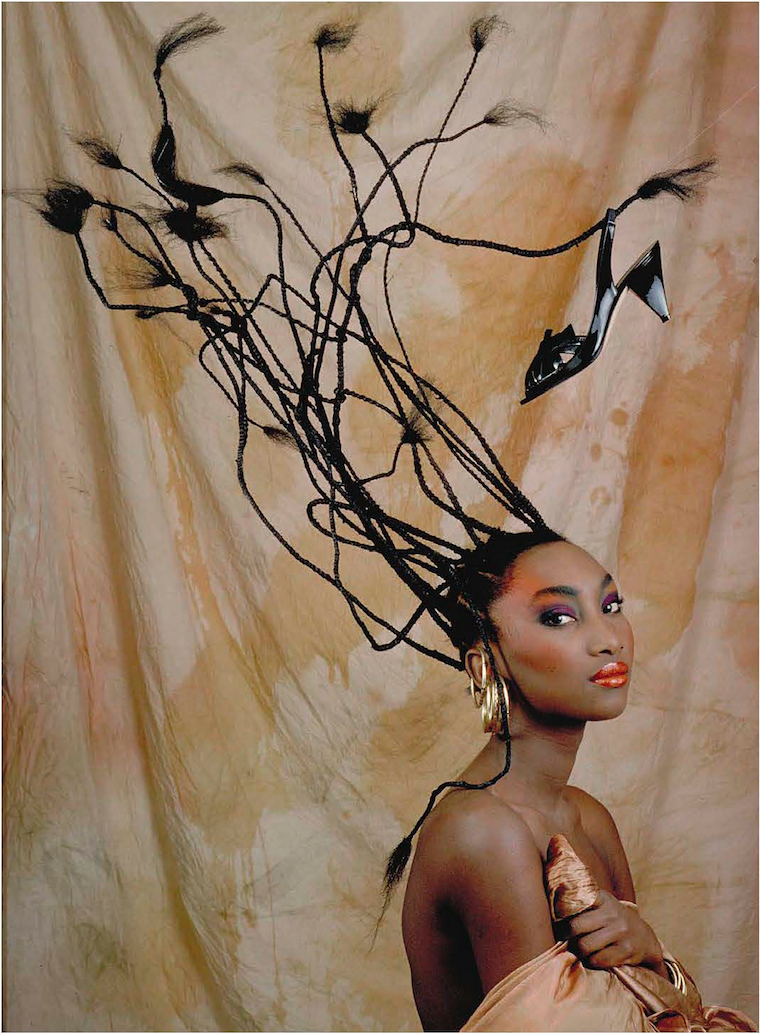

Uwe Ommer publie ses premiers ouvrages : en 1986, Black Ladies rassemble ses plus beaux clichés de femmes noires et sera publié dans de nombreux pays.
Cette décennie sera celle de la publicité, durant laquelle il illustrera les campagnes de nombreuses marques dont le chausseur italien Martini Osvaldo, Jourdan, toujours, et plusieurs calendriers, comme celui de Mintex en 1982, ou celui de Pirelli en 1984.

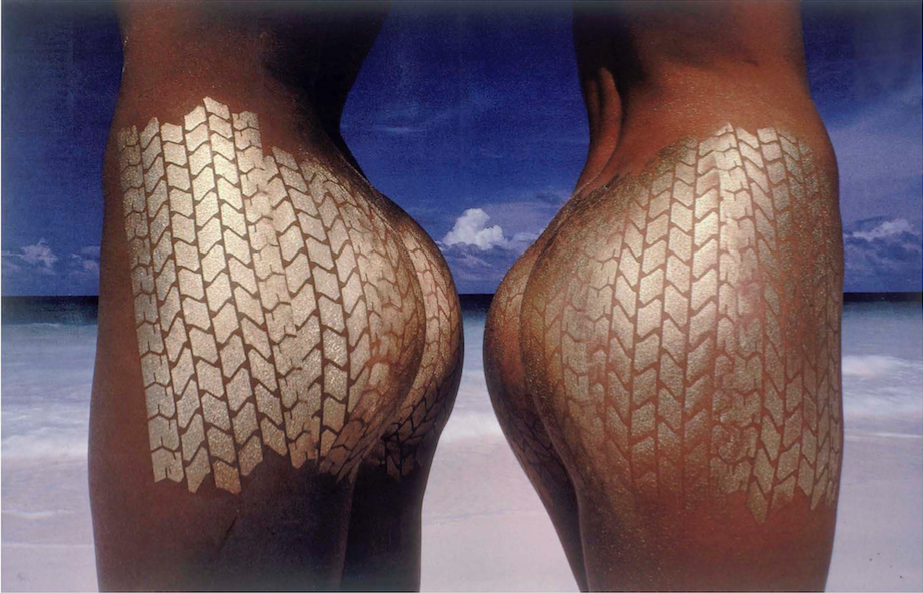

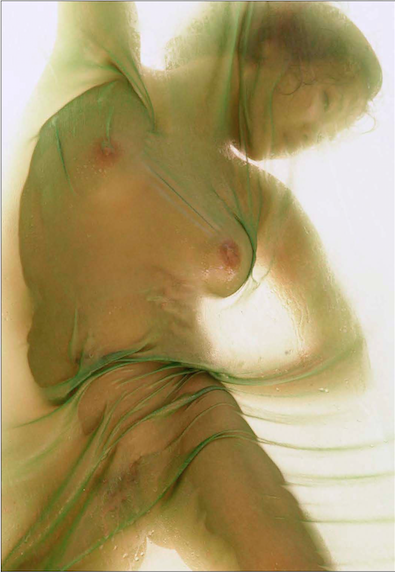

.

### Les années 1990

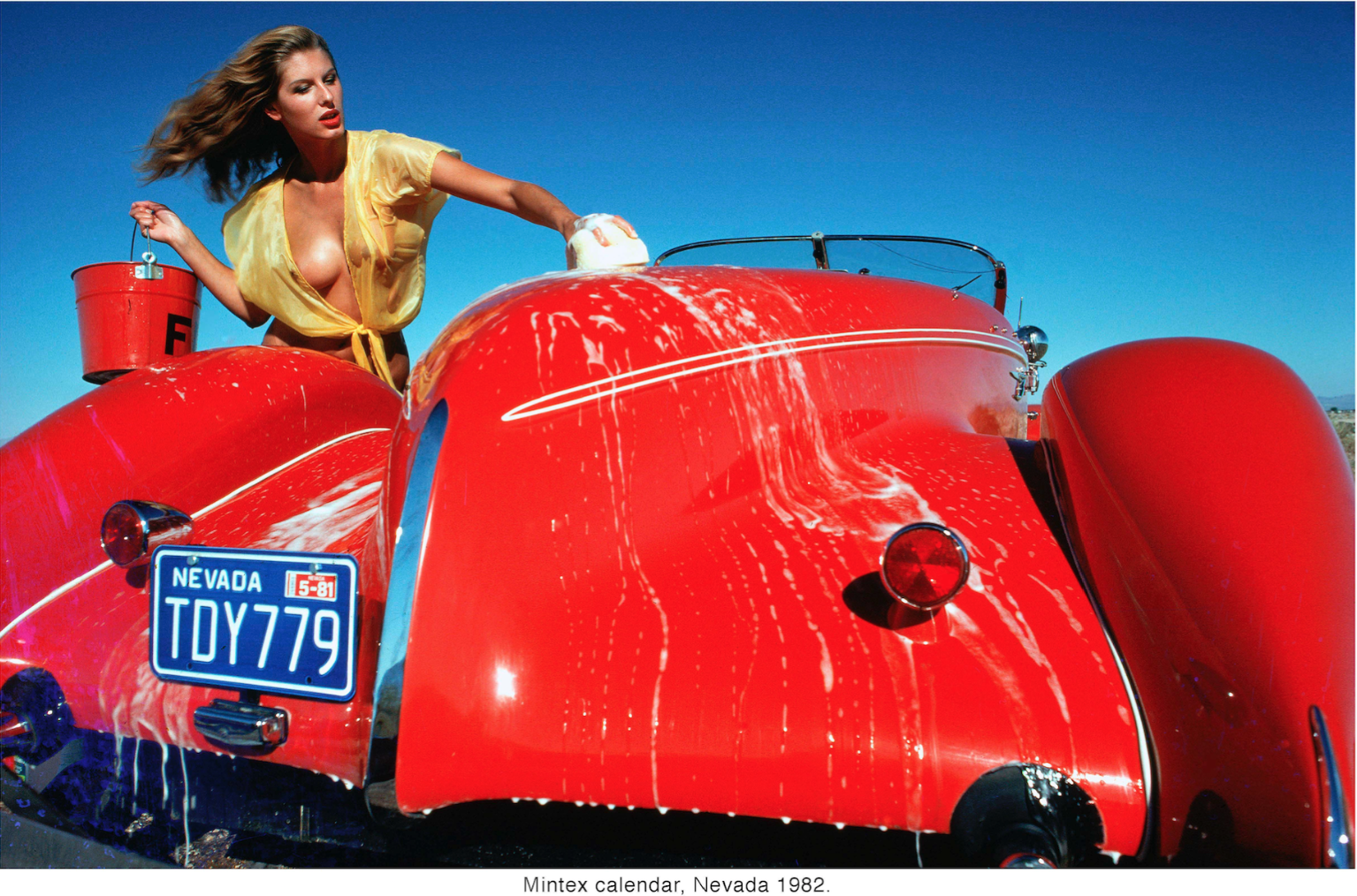

Uwe Ommer publiera encore quatre calendriers de prestige, pour l’imprimeur italien Mani. Mais cette décennie charnière est surtout celle de la découverte du traitement numérique de l’image, encore balbutiante, de la publication de plusieurs ouvrages (voir section « bibliographie") et de la naissance d’un grand projet, celui des « 1000 familles », qu’il présente ainsi : « Le 30 décembre 1995, un dîner dans un restaurant chinois changea radicalement ma vie. Plus par ennui que par curiosité, j’y observai deux familles d’origine différente avec deux enfants chacune, installées à des tables voisines – et j’eus soudain une idée de folie : créer un album de famille du monde entier ! Une bonne heure plus tard, je quittai le restaurant, muni de la nappe en papier pleine de notes et d’esquisses (...). Presque tout y était : le fond blanc (pour placer toutes les familles au « même niveau hiérarchique »), l’éclairage (trois flashs alimentés par batterie : deux pour le fond, un pour la famille), le titre (« 1000 familles pour l’an 2000 »), le temps nécessaire (quatre ans), le moyen de transport (une Land Rover)... Il ne manquait plus que le financement ! ».

### Les années 2000

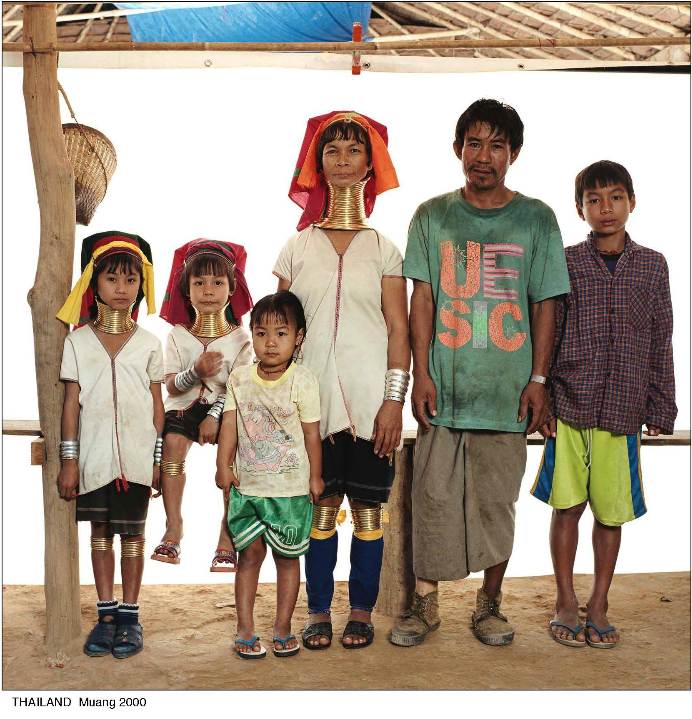

Uwe Ommer part donc pour cette grande aventure avec une Land Rover, un Rolleiflex, un studio portable, un assistant, de nombreuses cartes et guides (mais ni téléphone ni GPS) et parcourt en l'espace de quatre années 130 pays, durant lesquelles il interviewera et photographiera plus de 1000 familles. En l’an 2000, il est de retour avec 1251 photographies et un rêve réalisé, celui de montrer qu’en dépit de toutes les différences culturelles, géographiques, linguistiques ou religieuses, la famille demeure l’une des institutions les plus universelles.
Le livre 1000 familles est publié cette même année, accompagné d’une gigantesque exposition au sein du plus important salon dans le monde la photographie, la photokina de Cologne ; 1000 photographies prises par Uwe Ommer à travers la planète entière y sont présentées à travers la ville sur des panneaux de 1,8 m de hauteur. Plusieurs autres ouvrages déclineront ce thème en particulier pour la jeunesse (notamment Familles du monde entier, paru en 2002 au Seuil jeunesse et actuellement épuisé, qui sera traduit en sept langues et remportera deux prix, au Festival International de Géographie de Saint-Dié-des-Vosges et au Salon du livre et de la presse jeunesse de Montreuil, et Histoires d'enfants des cinq continents paru en 2011 chez Albin Michel et inscrit au catalogue du Ministère de l’Education nationale. Plus de 40 expositions, souvent en plein air montreront les photos des "1000 familles" à travers le monde entier.
En 2007, parallèlement à cette activité pédagogique et humaniste, Uwe Ommer continue à magnifier le corps féminin ; l’essor de la photographie amateur, favorisé par le développement de la photographie digitale et des smartphones, donnera lieu à l’exposition et l’ouvrage Do it yourself, préfiguration de l'engouement pour les selfies.

### Les années 2010

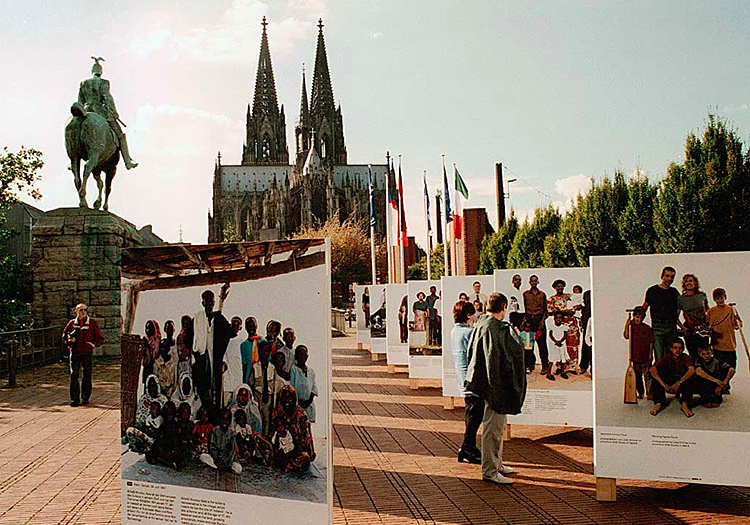

Le titanesque travail entrepris par Uwe Ommer avec les familles du monde entier se décline entre 2010 et 2014 à travers son projet autour des « familles d’ados » ; à travers l’Europe, Uwe Ommer va photographier 300 parents et adolescents dans 40 pays d’Europe, et recueillir leur vision de l’écologie, de l’Europe, de l’avenir. Cette mise en lumière kaléidoscopique de l’identité européenne fait l’objet de nombreuses expositions à travers le continent, en Allemagne, Autriche, Italie ou France, et d’un livre publié dans plusieurs pays.
Uwe Ommer travaille actuellement à un projet autour de l’identité des adolescents français, en métropole et en France d'outre-mer (Guadeloupe, Réunion, Mayotte, Guyane, Martinique, Saint-Martin, Saint-Pierre-et-Miquelon, Polynésie française, Nouvelle-Calédonie, Wallis-et-Futuna).

## Expositions
- 1965 : Paris - « Les visages de la Mouffe », plus de 50 portraits de passants de la rue Mouffetard exposés Galerie Mouffe
- 1986 : Abidjan (Côte d’Ivoire) – galerie Artketype (12-31 décembre)
- 1991 :
  - Paris – galerie Thierry Salvador (9-29 avril)
  - Bâle (Suisse) – « Uwe Ommer. Femmes de rêve ou rêves de femmes ? » dans l’Espace Art et Culture – Ebel (18-25 avril 1991)
- 1992 : Paris – « 13 cartes timbrées » dans la galerie Thierry Salvador (8 octobre-6 novembre)
- 1993 : Arles – « Faux airs » dans la galerie Chrysmart (1er-15 juillet)
- 1994 :
  - Paris – galerie de l’Etoile (3 juin-31 juillet)
  - Paris – exposition collective « Absolument. », 10 œuvres de la collection Absolut Vodka dans la galerie Lavigne-Bastille avec Arman, Haring, Warhol etc. (18-30 octobre)
- 1995 : Bruxelles (Belgique) – « Photographies » dans la galerie Gingko (21-31 octobre)
- 1997 : Nantes – Centre Beaulieu Rive gauche (mars)
- 2000 : Cologne (Allemagne) - « 1000 familles », panneaux de 1,8 m de hauteur exposés en plein air avec le soutien de l’Unicef lors de la photokina dont elle constitue probablement, avec ses 1000 clichés, la plus grande exposition jamais programmée
- 2001 :
  - Paris – « L’œil voyageur », 210 photographies le long des grilles de l’Assemblée nationale et du ministère des Affaires étrangères (27 juin-30 septembre)
  - Arc-et-Senans –  210 photographies à la Saline Royale
  - Dortmund (Allemagne) - 500 photographies de « 1000 familles »
  - Orvieto (Italie) – 150 photographies de « 1000 familles »
  - West Palm Beach (Floride, États-Unis) – « 1000 familles »
- 2002 :
  - Nashville (Tennessee, États-Unis) – 110 photographies de « 1000 familles » au Frist Center for the Visual Arts
  - Port-sur-Saône – « L’Album de famille de la planète », 400 photographies en plein air (30 mars-30 juin)
  - Duyun, Tianjin (Chine) – 40 photographies de « 1000 familles »
  - Madrid (Espagne) – « 1000 familias » à la Fnac Callao (6 – 30 novembre)
- 2003 :
  - Saint-Brieuc – « Familles du monde » au musée d’Art et d’Histoire de Saint-Brieuc (mars)
  - Bruxelles (Belgique) – 110 photographies de « 1000 familles » dans le Jardin Botanique
  - Gmunden (Autriche) – 210 photographies de « 1000 familles »
  - Linz (Autriche) - 210 photographies de « 1000 familles »
  - Barcelone (Espagne) - 60 photographies de « 1000 familias » à la Fnac de Barcelone
  - Marbella (Espagne) - 60 photographies de « 1000 familias » à la Fnac de Marbella
- 2004 :
  - Chicago (Illinois, États-Unis) – « Family album », 180 photographies au Millenium Park (25 juin-26 septembre)
  - Louisville (Kentucky, États-Unis) – « 1000 familles » au Speed Art Museum
- 2005 :
  - Lille – « Familles » à la médiathèque du Faubourg de Béthune (15 octobre – 26 novembre)
  - Genève (Suisse) –  200 photographies de « 1000 familles » pour le 60e anniversaire des Nations unies
  - New York (Catskill, États-Unis) –  « 1000 familles » à la Brick Gallery
- 2006 :
  - Paris – « Transit », galerie mcpconseil (28 septembre – 15 octobre)
  - Halle (Allemagne) – 100 photographies  de « 1000 familles »
  - Leipzig (Allemagne) – 100 photographies  de « 1000 familles »
  - Berlin (Allemagne) – 100 photographies  de « 1000 familles »
  - La Valette (Malte) - 120 photographies  de « 1000 familles »
  - Dublin (Irlande) - 120 photographies  de « 1000 familles »
  - Nairobi (Kenya) - 120 photographies  de « 1000 familles »
- 2007 :
  - Vöcklabruck (Autriche) – « Das Familienalbum des Planeten Erde », 210 photographies dans le cadre de la Landesgartenschau (27 avril-14 octobre)
  - Montlouis-sur-Loire – 130 photographies de « 1000 familles et Transit » dans le parc du Château de la Bourdaisière (14 avril-1er novembre)
  - Cork (Irlande) - 120 photographies  de « 1000 familles »
  - Paris – « Do it yourself »,  Kiron Galerie (15 mars-28 avril)
- 2008 :
  - Arles - invité d'honneur de la 8e édition du Festival européen de la photo de nu (plus grande manifestation française et européenne consacrée à la photographie de nu - nu artistique et nu académique) pour l'ouvrage "Do it yourself"
  - Belfast (Irlande) - 130 photographies  de « 1000 familles »
  - Bischheim -  50 photographies  de « 1000 familles » dans la Cour des Boecklin (4-26 octobre)
  - Nancy - « Art nomade au Japon – Kaïdin sur les traces de Bashô » dans le jardin public de la place Stanislas (octobre)
  - Sendaï (Japon) - « Art nomade au Japon – Kaïdin sur les traces de Bashô » dans Jozendi street
  - Belfast (Irlande) - 120 photographies  de « 1000 familles »
- 2009 :
  - Lille – « 1000 familles »  au théâtre « Le Grand Bleu » (4-16 mai)
  - Albi - « Art nomade au Japon – Kaïdin sur les traces de Bashô » au Musée Toulouse-Lautrec (juin-juillet)
  - Tokyo (Japon) - « Art nomade au Japon – Kaïdin sur les traces de Bashô »  à l’Institut franco-japonais et au Park Hôtel (février)
  - Riedisheim - 50 photographies  de « 1000 familles » (21-29 mars)
  - Vannes -  35 photographies  de « 1000 familles » au Festival "la Mer en images"
  - Roissy-en-France –  « 1000 familles » à la Maison de l’environnement
- 2010 :
  - Paris - "Obama and friends" à l'Espace Kiron (19-27 mars)
  - Billère – « Familles du monde » dans le cadre de la semaine départementale des familles (1er-27 février)
  - Reutlingen (Allemagne) – « 1000 famillen. Das Familienalbum des Planeten Erde », 200 photographies dans la galerie Müller (15 mai-30 septembre)
  - Lisbonne (Portugal) – « 1000 familias. O album de familia do planeta Terra » au Musée de la Marine et à Belém, avec Amnesty international (15 mai-30 juin)
  - Villeneuve – 35 photographies de « 1000 familles »
- 2011 : Rennes – « Art nomade au Japon, Kaïdin sur les traces de Basho », exposition dans la salle des Pas Perdus du Parlement de Bretagne (4-25 novembre)
- 2012 :
  - Strasbourg – « Familles d’ados » à la Médiathèque André Malraux (16 mars-12 mai)
  - Bourbon-Lancy - « Familles d’ados » dans le cadre du festival « Eté des portraits » (15 juillet–23 septembre)
  - Cologne (Allemagne) – « Familles d’ados » dans le cadre de la photokina (18-23 septembre)
  - Brest – « Art nomade au Japon – Kaïdin sur les traces de Bashô », exposition à l’Hôtel de Ville de Brest (16-30 octobre)
  - Bordeaux - « Art nomade au Japon – Kaïdin sur les traces de Bashô », exposition sur les grilles du Jardin public central (mai)
  - Nice - « Art nomade au Japon – Kaïdin sur les traces de Bashô » au musée des Arts Asiatiques (9 juin 2012–fin janvier 2013)
  - Zingst (Allemagne) – « Black Ladies » à l’occasion du Fotofestival Zingst (juin)
- 2013 :
  - Versailles – « Familles d’ados » à la bibliothèque de Saint-Quentin en Yvelines (27 mars-21 mai)
  - Gmunden am Traunsee (Autriche) – « Familles d’ados » au Gmunden Fototage (12 avril–15 mai)
  - Montreuil – « Familles d’ados » sur la place Jean-Jaurès (3 mai-3 juin)
  - Paris – « Familles d’ados » sur la place Saint-Sulpice (27 avril–12 mai) et sur le parvis de l’Hôtel de Ville pour la Fête de l’Europe (9 et 10 mai)
  - Florence (Italie) – « Famille d’ados » au Monastero delle Murate (25 juillet-15 septembre)
  - Spilimbergo (Italie) – exposition au Palazzo Tadea organisée par le CRAF (20 juillet–1er septembre)
  - Greifswald -  « Black Ladies » dans la galerie STP
- 2014 :
  - Paris - "50 years and more to come", exposition rétrospective chez Central Dupon (18 septembre-12 octobre)
  - Nancy – « Familles d’ados » au Parc de la Pépinière (1er mai-1er juin)
  - Marseille - « Familles d’ados » sur l’Esplanade 4 devant le MUCEM (11 septembre–31 octobre)
  - Santiago (Chili) – « 1000 familles » à la Fundacion Cultural de Provencia (22 avril-1er juin)
- 2015 :
  - Limoges – « Familles d’ados » à la bibliothèque francophone multimédia (21 février-18 avril)
  - Vincennes – « Familles d’ados » sur la place de l’Hôtel de Ville (27 avril-17 mai)
  - Istanbul (Turquie) – « Totally naked » à la galerie Pyramid (26 février–30 mars)
- 2016 : Chauny – « 1000 familles, extraits » dans le collège Jacques Cartier (7-29 janvier)

## Prix, récompenses, distinctions
- 1962 : à 19 ans, Uwe Ommer remporte le premier prix du concours « Prix de la jeune photographie allemande (Deutscher Jugend Photopreis).
- 2002 : la Royal Photographic Society récompense Uwe Ommer pour l’ensemble de son œuvre.
- 2003 : l'ouvrage Familles du monde entier (Seuil jeunesse) reçoit le Prix de la presse de jeunesse au Salon du livre et de la presse jeunesse de Montreuil, et le Prix Ptolémée au FIG (Festival International de Géographie) de Saint-Dié-des-Vosges.
- 2013 : le Prix international de photographie est décerné à Uwe Ommer par le CRAF (Centro di ricerca e archiviazione della fotografia) pour cette 18e édition.
- 2016 : "Profession photographe" remet en mars à Uwe Ommer le trophée d'honneur de la SAIF (Société des Auteurs des arts visuels et de l'Image Fixe)).